# Superdelegat
Superdelegat – w Stanach Zjednoczonych jest to delegat wyznaczony na Konwent Narodowy Partii Demokratycznej lub Partii Republikańskiej w celu oddania głosu na kandydata w prawyborach. W przeciwieństwie do zwykłych delegatów, nie jest wybierany w wyborach powszechnych, a jego status wynika ze stanowiska pełnionego w danej chwili lub w przeszłości (na przykład byli prezydenci i wiceprezydenci).
Chociaż pierwotnie określenie superdelegat było używane tylko w stosunku do delegatów Partii Demokratycznej, obecnie używa się go także w stosunku do Partii Republikańskiej, chociaż nigdy nie było oficjalnie używane przez jakąkolwiek partię.

## Partia Demokratyczna
Superdelegaci stanowią około 15% wszystkich delegatów. W regulaminie Partii Demokratycznej określani jako unpledged delegates (delegaci niezwiązani, nieprzypisani lub niezobowiązani). Wśród nich są ważniejsi przywódcy partyjni, demokraci dawniej pełniący ważne urzędy (na przykład byli prezydenci i byli wiceprezydenci), członkowie Komitetu Krajowego Partii Demokratycznej, gubernatorowie, senatorowie i członkowie Izby Reprezentantów. W przeciwieństwie do zwykłych delegatów nie są oni zobowiązani zadeklarować swoich preferencji przed uzyskaniem nominacji i mogą zmienić swoje poparcie w każdej chwili, choć w praktyce także zwykli delegaci nie muszą głosować zgodnie z wcześniejszymi deklaracjami.

### Krytyka
Sposób funkcjonowania superdelegatów Partii Demokratycznej jest często obiektem krytyki zarówno ze strony Republikanów, jak i samych Demokratów. Wielu uważa, że jest on niedemokratyczny. Do krytyków funkcji superdelegatów w Partii Demokratycznej należą między innymi liberalna komentatorka polityczna Sally Kohn oraz konserwatywny bloger Jim Geraghty. Sama przewodnicząca Komitetu Krajowego Partii Demokratycznej w 2016 roku, Debbie Wasserman Schultz, przyznała w wywiadzie dla CNN, że funkcja superdelegatów istnieje tak naprawdę tylko po to by mieć pewność, że przywódcy partyjni i wybrani urzędnicy nie będą musieli konkurować z oddolnymi aktywistami. Z drugiej strony badanie przeprowadzone w 1988 roku wykazało, że z reguły superdelegaci proporcjonalnie nie różnią się poglądami od zwykłych delegatów, ale są bardziej skłonni do popierania doświadczonych polityków.

## Partia Republikańska
Superdelegaci Partii Republikańskiej stanowią około 7% wszystkich delegatów. Na każdy stan przypada trzech superdelegatów - stanowy przywódca partyjny i dwóch członków Komitetu Krajowego. Zgodnie z regulaminem Partii Republikańskiej, superdelegaci muszą zagłosować na zwycięzcę w prawyborach w swoim stanie.